# يوشينوري أراي
يوشينوري أراي هو مجدف ياباني، ولد في 10 فبراير 1948 في إيشيكاوا في اليابان.

## وصلات خارجية
- يوشينوري أراي على موقع الاتحاد الدولي للتجديف (الإنجليزية)
- يوشينوري أراي على موقع اللجنة الأولمبية الدولية (الإنجليزية)
- يوشينوري أراي على موقع أوليمبيديا (الإنجليزية)